# Brave CF 33
Brave CF 33 var en MMA-gala som arrangerades av Brave Combat Federation och ägde rum 27 december 2019 i Jeddah, Saudiarabien.  Galan sändes via Fite.tv och BravecfTV.com

## Bakgrund
Huvudmatchen var en mellanviktsmatch mellan ryssen Ikram Aliskerov och Cage Warriors- och Superior Challenge-veteranen med över 40 professionella MMA-matcher bakom sig: svenske Diego Gonzalez. Galan var Braves tolfte för året och var den andra galan de anordnat i Saudiarabien.

### Ändringar
En bantamviktsmatch mellan Rizin-veteranen brasilianaren Felipe Efrain och filippinaren Jeremy Pacatiw tillkännagavs 11 december 2019.
Nästa match på kortet offentliggjordes även den 11 december 2019 och var mellan Conor McGregors lag- och träningskamrat från Irland Cian Cowley och engelsmannen Sam Patterson.
Andra huvudmatch, co-main, annonserades 12 december och var en mellanviktsmatch mellan jordaniern Hashem Arkhagha och engelsmannen Dan Vinni.
Den 15 december tillkännagavs resten av kortet på Brave CF:s hemsida.
Den 22 december meddelades det att Dan Vinni tvingats dra sig ur andra huvudmatchen mot Hashem Arkhagha av okänd anledning. Det var för tätt inpå galan för att man skulle kunna hinna hitta en ersättare så matchen ströks från kortet.

## Resultat
1. ↑  Huvudmatch